# Uhelná Příbram
Pour les articles homonymes, voir Uhelná et Pribram.
Uhelná Příbram (en allemand : Kohl Pribrams) est un bourg (městys) du district de Havlíčkův Brod, dans la Vysočina, en République tchèque. Sa population s'élevait à 498 habitants en 2020.

## Géographie
Uhelná Příbram se trouve à 9 km au nord-ouest de Chotěboř, à 19 km au nord de Havlíčkův Brod, à 42 km au nord de Jihlava et à 90 km à l'est-sud-est de Prague.
La commune est limitée par Vilémov, Kraborovice et Borek au nord, par Jeřišno, Víska et Nová Ves u Chotěboře à l'est, par Chotěboř et Nejepín au sud, et par Vepříkov et Leškovice à l'ouest.

## Histoire
La première mention écrite de la localité date de 1352. La commune a le statut de městys depuis le 10 octobre 2006.

## Administration
La commune se compose de cinq quartiers :
- Jarošov
- Petrovice u Uhelné Příbramě
- Přísečno
- Pukšice
- Uhelná Příbram

## Transports
Par la route, Uhelná Příbram se trouve à 10 km de Chotěboř, à 23 km de Havlíčkův Brod, à 50 km de Jihlava et à 115 km de Prague.